# Суариш-душ-Рейш
Национальный музей Суариша-душ-Рейша (порт. Museu Nacional Soares dos Reis) — один из наиболее известных португальских музеев, расположен в городе Порту в здании дворца Карранкаш. Здесь хранится богатая коллекция национального изобразительного искусства, в частности собрание работ скульптора Антониу Суариша душ Рейша, в честь которого и назван музей.

## История
Музей был основан в 1833 году королём Педру IV. Первоначально он назывался Museum Portuense и располагался в монастыре Св. Антония, а его коллекция состояла из произведений искусства, конфискованных у монастырей, а также работ придворных мастеров.
В 1911 году музей был переименован в честь именитого скульптора. В 1942 году музей был перевезён из центра Порту в здание старого дворца Карранкаш, который идеально подходил для хранения и экспозиции произведений искусства. В период между 1992 и 2001 годами под руководством архитектора Фернанду Тавора было проведено расширение и обновление комплекса.

## Коллекция
Обширное собрание произведений искусств музея, по большей части, включает в себя живопись, скульптуру, мебель, металлические и керамические изделия португальских мастеров XIX—XX веков. Среди авторов можно выделить следующие имена: живописцы Домингуш Секейра, Виейра Портуэнсе, Аугусту Рокемонт, Мигель Анжелу Лупи, Антониу Карвалью де Сильву Порту, Маркес де Оливейра, Энрике Посан, Аурелиа де Соза, Жулиу Резенде, скульпторы Антониу Суариш-душ-Рейш, Аугусту Санту, Антониу Тейшейра Лопеш, Родольфу Пинту до Коту и многие другие.